# ミネソタ州の歴史
ミネソタ州の歴史（ミネソタしゅうのれきし、英:History of Minnesota）では、現在のアメリカ合衆国ミネソタ州で、アメリカ州の先住民族が住み、ヨーロッパ人による探検と開拓、および州内の自然資源によって可能になった工業の出現によって形成された歴史を概説する。ミネソタ州は毛皮交易、製材および農業を通じて成長するようになり、後に鉄道、小麦粉の製粉および鉄鉱石の鉱業で卓越するようになった。これらの産業は今でも重要ではあるが、州経済は現在、金融、コンピュータおよび健康管理によって推進されている。

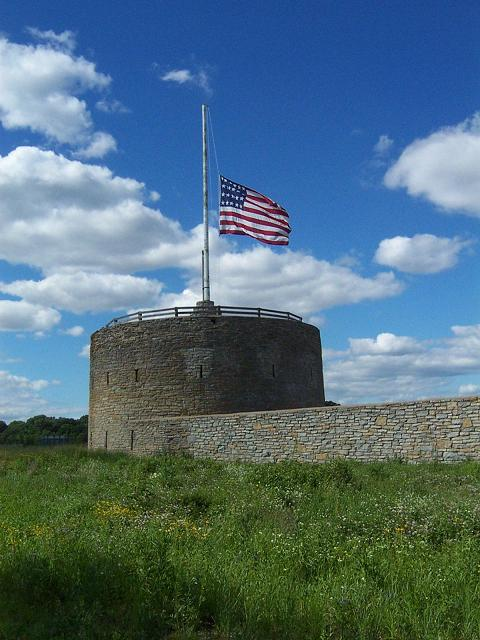
スネリング砦はミネソタの歴史とミネアポリスやセントポールのような都市の発展に中心的な役割を演じた。

最も初期にこの地域に入ったと言われる人々は、最終氷期に大型の狩りの獲物の群れを追ってきた。これらの人々はアニシナーベ族やスー族などアメリカ州の先住民族の祖先であった。フランスからの毛皮交易業者が1600年代に到着した。ヨーロッパ人は1800年代に西方に移動し、先住民族の大半を追い出した。アメリカ合衆国領土の利益を守るためにスネリング砦が造られたことで、この地域に初期開拓者が入ってきた。初期開拓者はセントアンソニーの滝を製材所の動力に使い、そこが現在のミネアポリス市になった。また、川を下った者達が定着した所がセントポール市になった。
ミネソタは1849年にミネソタ準州としてアメリカ合衆国の一部となり、1858年5月11日、合衆国の32番目の州となった。南北戦争と1862年のダコタ戦争が勃発した後で、自然資源が製材業と農業に使われ、州経済が発展を始めた。鉄道は移民を引き寄せ、農業経済を確立し、商品を市場にもたらした。セントアンソニーの滝から得られる動力はミネアポリス市の成長に拍車を掛け、革新的な製粉方法によって「世界の製粉業の首都」という肩書きもついた。
新しい産業は鉄鉱石から生まれた。鉄鉱石は州の北部で発見され、露天掘りで比較的容易に採掘され、ダルースやトゥーハーバーズの港から五大湖の製鉄所に積み出された。経済の発展と社会の変化によって州政府の役割が拡張し、人口は田園地帯から都市に流れた。世界恐慌が鉱山でのレイオフや労使関係の緊張をもたらしたが、ニューディール政策によって救われた。第二次世界大戦後、ミネソタ州はスペリーランド、コントロールデータおよびクレイといった初期のコンピュータ会社に刺激された技術で知られるようになった。ミネアポリス市とセントポール市の双子市もガスリー劇場、ミネソタ管弦楽団およびウォーカー・アート・センターのような文化的施設を抱えた芸術の地域中心となった。

## 先住民族の到来

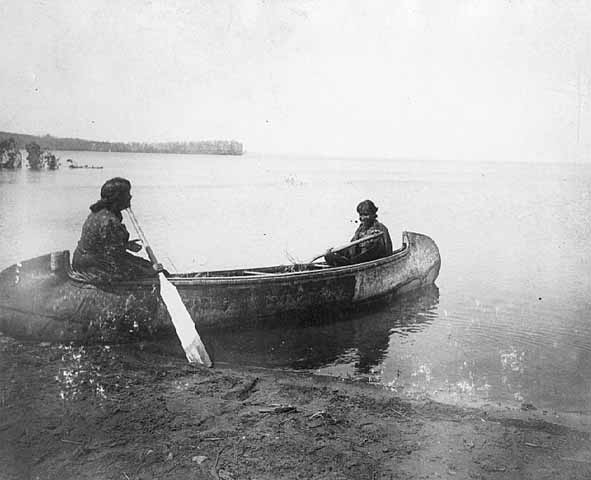
リーチ湖のカヌーに乗るオジブワ族の女性、1909年

ミネソタにおける最古の人類の遺跡は、約9,000年前に遡るもので、1933年に発見された。この人類は、発見された場所がブラウンズバレーに近かったので「ブラウンズバレー人」と名付けられた。
この地域で持続的に生活したという最も初期の証拠はミラックス湖に近いブラドベリー・ブルックと呼ばれる場所から出てきたものであり、紀元前7500年頃のものとされている。その後、広範な交易のネットワークが地域に拡がった。「ミネソタ・ウーマン」と呼ばれる初期住人の人骨が、1931年にオッターテイル郡で発見された。放射性炭素による年代決定法によって、彼女はおよそ紀元前6600年にこの地域に来たとされた。彼女は以前はフロリダにのみ生息されるとされていた「ビジコン・パーバーサ」と呼ばれるカタツムリの一種の巻き貝を持っていた。
それから数百年後、ミネソタの気候はかなり暖かくなった。マンモスのような大型動物が絶滅し、先住民族は食生活を変えた。木の実、ベリー類、および山菜を集め、鹿、バイソンおよび鳥類といった比較的小さな獲物を狩った。この地域から見つかった石器は新しい食物資源に合わせて、より小さくまた特化したものとなった。また釣り鉤、漁網および銛のような漁労のための新しい技術を工夫した。紀元前5000年頃、スペリオル湖の湖岸に住んだ人々（ミネソタと現在のミシガン州、ウィスコンシン州およびカナダとなった地域）は、北アメリカでは初めて金属器を作り始めた。高い銅成分を含む原石をまず叩いて大まかな形にし、加熱して脆性を落とし、再び叩いて形を整え、再加熱された。端部はナイフや槍穂に使えるように鋭くされた。
先住民族が定着した考古学的証拠は紀元前3000年のこととされている。ミネソタ州南西部にあるジェファーズ・ペトログリフス遺跡には、古期後期および紀元前1750年から900年の間に刻まれた岩面陰刻がある。紀元前1000年ころに短期間住んだ居住地からは土器の破片が現れるようになった。紀元前700年頃、埋葬用マウンドが初めて造られ、この慣習がヨーロッパ人の到来まで続いた。州内にはそのようなマウンドが10,000個あった。
紀元前200年から西暦400年までにミシシッピ川の堤に沿ってホープウェル文化が栄えたと信じられている。西暦800年までにマコモがこの地域の主要穀物となり、トウモロコシは南の方で作られた。数百年内にミシシッピ文化が州内南東部に届き、大きな集落が形成された。ダコタ・インディアン文化はミシシッピ文化の人々から伝えられたものである可能性がある。
ヨーロッパ人が初めにミネソタを探検し始めたとき、この地域には主にスー族が住んでおり、オジブワ族（チッペワ族あるいはアニシナーベ族と呼ばれることがある）は1700年頃に西への移住で州内に入り始めた。これら種族の経済は主に狩猟採集活動に基づいていた。ロングプレーリー近くには小規模のホーチャンク族（ウィネバゴ族）もおり、彼らは1855年にブルーアース郡の保留地に移住した。

## ヨーロッパ人の探検
非常に論議を呼ぶことではあるが、ケンジントン・ルーンストーンと呼ばれるルーン文字の彫られた石が、1362年には既にミネソタの内陸まで古代スカンジナビア人探検隊が入り込んできたことを示唆している。これはでっちあげだと考える者が多いが、最近の地質学調査で彫刻は19世紀以前のものだと言われるようになった。
ヨーロッパ人とミネソタの先住民族の接触が確認できるまでには、その後数世紀を要した。1650年代遅くに、ピエール・エスプリ・ラディソンとメダルド・デ・グロセイユールが、スペリオル湖の南側湖岸（後のウィスコンシン州北部）を辿っているときに、初めてダコタ・インディアンと出逢った可能性がある。北岸は1660年代に探検された。こちらの方の初期にはマデレン島の伝道師クロード・アルエがいた。アルエは1671年に一帯の最初の地図を作った。
この頃、オジブワ族インディアンは西方への移住の過程としてミネソタに到着した。現在のメイン州辺りから来ていたので、既にヨーロッパ人交易業者との取引経験があった。彼らは毛皮を売り、銃を所有していた。その後の年代でオジブワ族とダコタ族の間の緊張関係が増した。
1671年、フランスは多くの種族と条約を結んで交易の許可を得た。その後直ぐに、フランス人交易業者ダニエル・グレイソロン・シュール・デュ・ルートがこの地域に到着し、地元の種族との交易を始めた。デュ・ルートはスペリオル湖の西部、彼の名前をとったダルース市近くやその南部地域を探査した。デュ・ルートは1679年にダコタ族とオジブワ族の間の休戦協定を調停した。

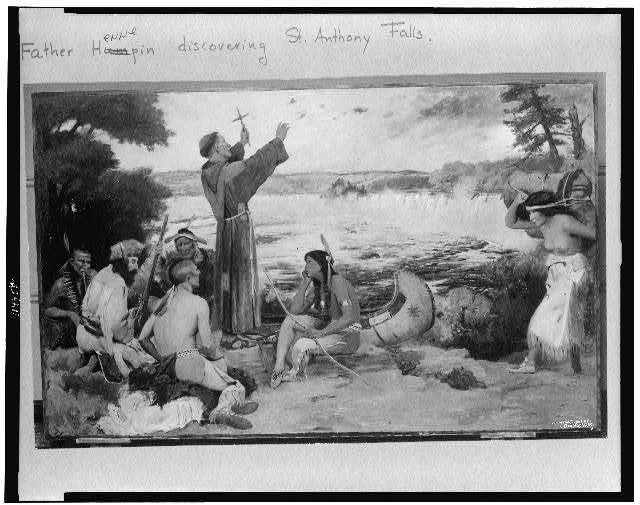
セントアンソニーの滝を発見するエネパン神父

ルイ・エネパン神父がミシェル・アコとアントワーヌ・オーグェル（別名ピカール・デュ・ゲイ）を伴い、ロベール＝カブリエ・ド・ラ・サールに指導される探検隊とこの地域に入った後で、イリノイ地域から北に向かった。彼らは1680年にダコタ族に捕まった。この種族といる間にセントアンソニーの滝に出くわし、その名前を付けた。間もなく、デュ・ルートが交渉してエネパンの隊を捕虜状態から解放した。エネパンはヨーロッパに戻って、「ルイジアナの概要」という書を書き、1683年に出版した。彼の旅行について書かれたこの書は多くの場所（セントアンソニーの滝に関するところを含み）で強く尾ひれが付いている。例えば、滝が50ないし60フィート (15-18 m)の落差があると書いているが、実際には約16フィート (5 m)の高さに過ぎない。ピエール=シャルル・ル・シュールは1700年頃にミネソタ川からブルーアース郡地帯を探検した。彼は青い土壌が銅を含んでいると考え、鉱物資源の可能性について報告したが、実際に銅は発見されなかった。
伝説的な北西航路や北アメリカで大きな内海を探す探検家達が州内を通り続けた。1721年、フランスはペピン湖畔にボーハルノア砦を建設した。1731年、「大輸送路」がヨーロッパ人ピエール・ラ・ヴェランドリエによって初めて踏破された。ヴェランドリエはアシニボイン族のガイド、オシャガシュによって樺の樹皮に書かれた地図を使った。毛皮の交易を行いハドソン湾会社と競合していたノースウエスト会社が1783年から1784年にかけて大輸送路沿いに設立された。
マサチューセッツの靴職人ジョナサン・カーバーが、他の遠征の過程で1767年にこの地域を訪れた。カーバーや探検隊の他の隊員は、物資が不足していたので比較的短期間しか滞在できなかった。彼らは東に向かいミチリマキナド砦にもどり、そこでカーバーが旅行について日誌を書いたが、他の者が後にそこに書かれている事柄は大半が他人からの盗用だと主張した。この内容は1778年に出版されたが、カーバーはこの本で大金を稼ぐ前に死んだ。カーバー郡やカーバー洞穴は彼の名前に因むものである。
1818年までレッド川渓谷はイギリスのものと考えられ、レッドリバー植民地のような幾つかの植民計画に制約された。レッド川が北緯49度線と交わる境界は、スティーブン・H・ロングが測量遠征を行った1823年まで注目されていなかった。数百人の開拓者がレッドリバー植民地を1820年代に放棄し、東のカナダ領に移動したりヨーロッパに戻る代わりにレッド川渓谷に沿って合衆国領内に入った。その地域には17世紀中葉以来、毛皮の運び屋とインディアンの子孫であるメティ族が居住していた。
ミシシッピ川の水源を定める試みが何度か行われた。1832年にヘンリー・スクールクラフトがオジブワ族のオザーウィンディブ（黄色い頭）を頭とする集団に案内されてミネソタ北部の湖に至ったとき、本当の水源が発見された。スクールクラフトはその湖をラテン語の「veritas]（真の）と「caput]（頭、水源）を組み合わせてイタスカ湖と名付けた。この湖の原住民の呼称では「オマシュクーズ」（アメリカアカシカ）だった。この地域の他の探検者としては、1806年のゼブロン・パイク、1817年のスティーブン・H・ロング少佐、および1835年のジョージ・ウィリアム・フェザーストンホーが挙げられる。フェザーストンホーはミネソタ川の地質学調査を行い、『ミネイソトアを遡るカヌーの旅』という報告書を書いた。
ジョセフ・ニコレットは1830年代遅くにこの地域を偵察し、ミシシッピ川上流の盆地、セントクロワ川およびミシシッピ川とミズーリ川の間の陸地を探検して地図を作成した。ニコレットとジョン・C・フレモントが、州南西部のウィネウィサ滝近くのパイプ石採石場（現在はパイプストーン郡のパイプストーン国定記念物の一部）に彼らの名前を彫って足跡を残した。
ヘンリー・ワズワース・ロングフェローは州内を探検したことは無かったが、そこを評判にすることに貢献した。1855年に出版された『ハイアワサの歌』はミネソタの多くの地域に言及されている。この話は他の探検家や交易業者（特にヘンリー・スクールクラフトが集めた）によって東部に持ち帰られたオジブワ族の伝説に基づいている。

## 領土の設立と入植

### 土地の獲得

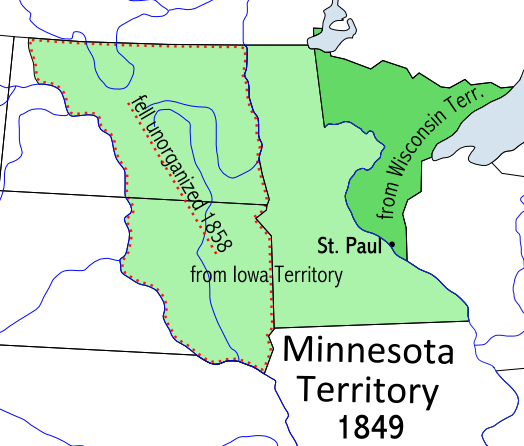
ミネソタ準州の地図
(1849年 - 1858年)

1783年、アメリカ独立戦争の終わりを告げる第二パリ条約によって、ミシシッピ川から東の全ての土地がアメリカ合衆国のものとなった。これには現在のセントポール市となる所は含んでいるが、ミネアポリス市は一部だけであり、ミネソタ州の北東部、北中部および東中部は含まれていた。ミネソタ地域に関する条約の条文は毛皮交易業者によって報告された目印に基づいており、業者はスペリオル湖のアイル・フェリポー島、島の西のロング・レイクについて、およびミシシッピ川が現在のカナダを流れているという思いこみのような誤った報告をしていた。州の大半は1803年のルイジアナ買収の一部としてフランスより購われた。ミネソタ北部はルパート・ランドの一部と考えられていた。ミネソタとイギリス領北アメリカの正確な境界の定義は、1818年にアメリカとカナダの国境はウッズ湖の西では北緯49度線（現在北西三角と呼ばれる小さな地域を除く）と定めた米英会議までなされていなかった。ウッズ湖より東の国境論争は1842年のウェブスター＝アッシュバートン条約まで続いた。
19世紀の前半を通じて、州の北東部は北西部領土の一部であり、続いてイリノイ準州、ミシガン準州、最後はウィスコンシン準州の一部となった。州の西部と南部は1838年にアイオワ準州の一部となるまで正式に組織に組み込まれなかった。

### スネリング砦およびミネアポリス市とセントポール市の設立

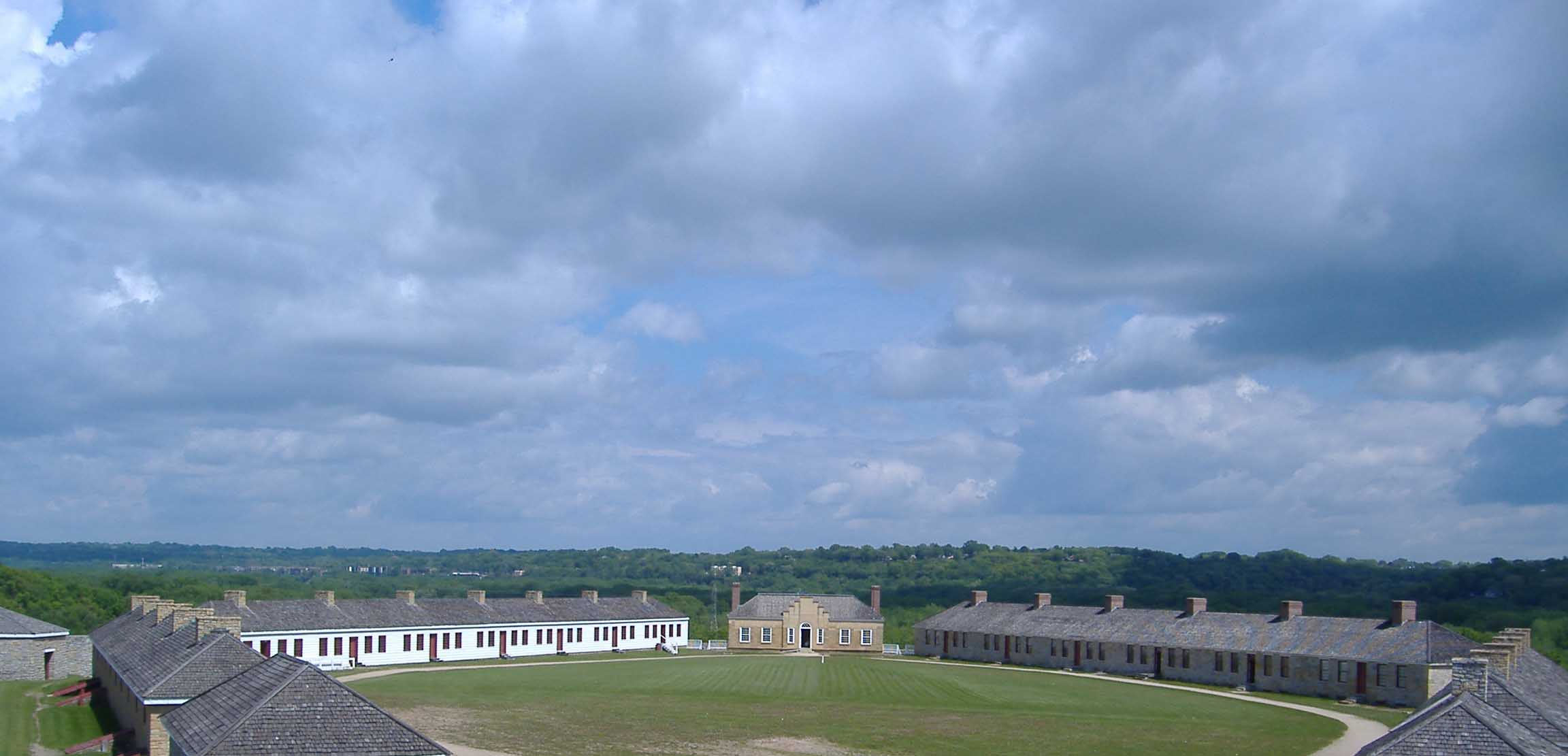
スネリング砦

スネリング砦は州内でも最初の主要軍隊駐屯地となった。ミネソタ川とミシシッピ川の合流点にある砦の土地は1805年にゼブロン・パイクによって取得された。この地域での毛皮交易に関する関心が増え、砦の建設は1819年に始まった。完工は1825年であり、ジョサイア・スネリング大佐とその士官・兵士がこの地域にその足跡を残した。砦の使命の一つはオジブワ族とダコタ族の紛争を調停することだった。ローレンス・タリアフェロが合衆国インディアン担当局の代理人となった。タリアフェロは20年間をこの地で過ごし、1839年に辞任した。

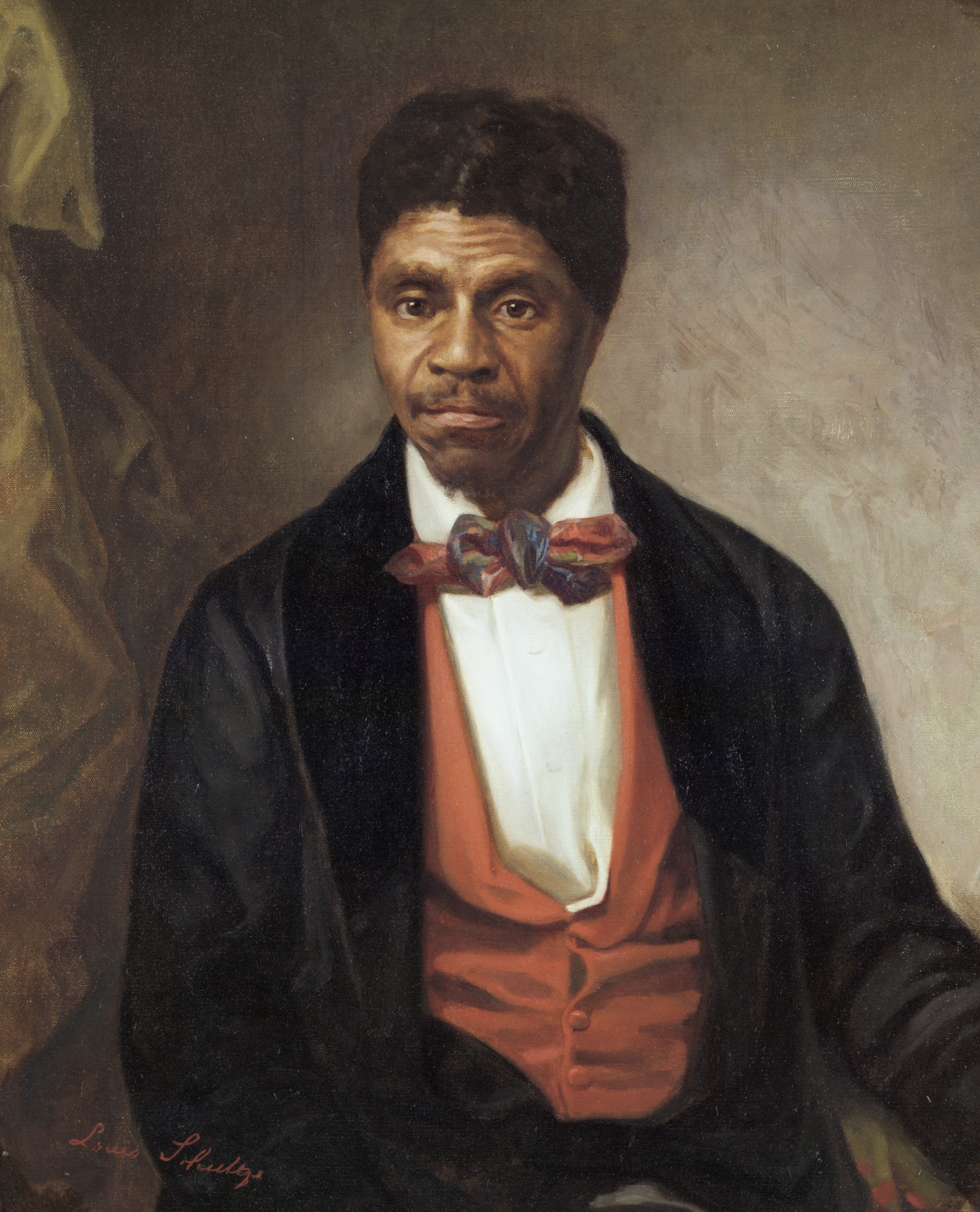
ドレッド・スコット

1850年代、スネリング砦は有名な「ドレッド・スコット対サンフォード事件」で重要な役割を果たした。奴隷のドレッド・スコットとその妻は、その主人ジョン・エマーソンによって砦に連れてこられた。彼らは準州内の砦や他の場所に住んだが、そこは奴隷制が禁止されていた。エマーソンの死後、スコットは、自分達が自由な準州に住んだのだからもはや奴隷ではないと主張した。最終的にアメリカ合衆国最高裁判所はスコットの主張を却ける判決を行った。ブルーミントンから少しの距離にあるドレッド・スコット・フィールドは、アメリカ史の中で最も重要な判例の一つにおけるスネリング砦の意義を記念して名付けられている。
1851年までに先住民族とアメリカ合衆国との間に多くの条約が結ばれ、ミネソタの大半は開拓者のために開放され、砦はもはや辺境の基地ではなくなった。スネリング砦は南北戦争の間に兵士の訓練所として使われ、後にダコタ方面軍の本部となった。その一部はスネリング砦国立墓地となり、16万人以上が埋葬されている。第二次世界大戦の間、この砦はまた30万人近い徴集兵の訓練所となった。大戦後、ミネソタ州無料高速道路5号線や55号線の建設のために取り壊される怖れがあったが、市民が歴史ある砦の保存に立ち上がった。スネリング砦は現在、ミネソタ歴史協会によって運営される歴史建造物である。
スネリング砦はミネアポリス市の設立に大きな貢献を果たした。砦の兵士達は自給自足をしようという試みの中で、道路を作り農作物を植え、セントアンソニーの滝には製粉所や製材所を造った。後にフランクリン・スティールが基地の従軍商人（雑貨屋の運営者）としてスネリング砦にやってきて、製材などの事業で利益を上げた。オジブワ族が1837年に土地譲渡の条約にサインすると、スティールはセントアンソニーの滝近くのミシシッピ川東岸の土地を所有権主張した。1848年、滝の側に製材所を造り、セントアンソニーの地域社会が滝の東岸に現れた。スティールの雇い人ジョン・H・スティーブンスが滝の西側の土地は将来工場を建てるための適地であると指摘した。西岸はまだ軍の保留地であったため、スティーブンスはスネリング砦の指揮官と取引を行った。スティーブンスは滝の上流160エーカー (64 ha)の土地と引き替えに無料の渡し船を運航した。スティーブンスは土地の所有権を受け取り、1850年にミネアポリス市では第1号となる家を建てた。1854年、スティーブンスは西岸ミネアポリス市の土地を区画整理した。1872年、ミネアポリス市はセントアンソニーも吸収した。
セントポール市はその存在をスネリング砦に負っていた。現在ではカナダのマニトバ州となった不運なセルカーク植民地から、違法入国者の集団が砦の近くにキャンプを張った。タリアフェロを含む砦にいた多くの人々は新しい来訪者を快く思わなかった。砦から新しい制限が課され、不法入国者達はミシシッピ川を南に下らされた。彼らはファウンテン・ケイブと呼ばれる地点に落ち着いた。この場所は砦の士官達にとって十分遠い場所とは言えず、再度不法入国者達を移動させることになった。この集団の中で人気のある酒類密造者ピエール・"ピッグズアイ"・パランが川を下り、酒場を建てた所がその地域では最初のヨーロッパ人居住地となり、後にセントポール市になった。不法入国者達はパランに因んでその場所を「ピッグズアイ」と名付けた。この地名は後にランバーツ・ランディングに変えられ、さらにセントポールとなった。しかし、その地域の初期の名前はインディアンの居住地「イミニヤスカ」すなわち「白い岩」から来ており、近くにある石灰石の崖を指していた。
ミネアポリス市とセントポール市は集合的に双子市（ツインシティーズ）と呼ばれている。両市はその初期の時代は競争意識があり、セントポール市が州都となり、ミネアポリス市は工業で著名となった。ツインシティーズという言葉は、ある新聞の論説でミネアポリス市がセントポール市を飲み込むことを示唆した後の1872年頃に創られた。住民達は両市がそれぞれの独自性を必要としていると決定して、「デュアルシティーズ」という言葉を創り、その後に「ツインシティーズ」に変わった。今日、ミネアポリス市はミネソタ州最大の都市であり、2000年国勢調査での人口は382,618人である。セントポール市は第二の都市であり、人口は287,151人である。ミネアポリス市とセントポール市は2000年の人口で2,968,806人となる大都市圏の中心である。州全体の人口は4,919,479人である。

### 初期ヨーロッパ人の開拓と発展

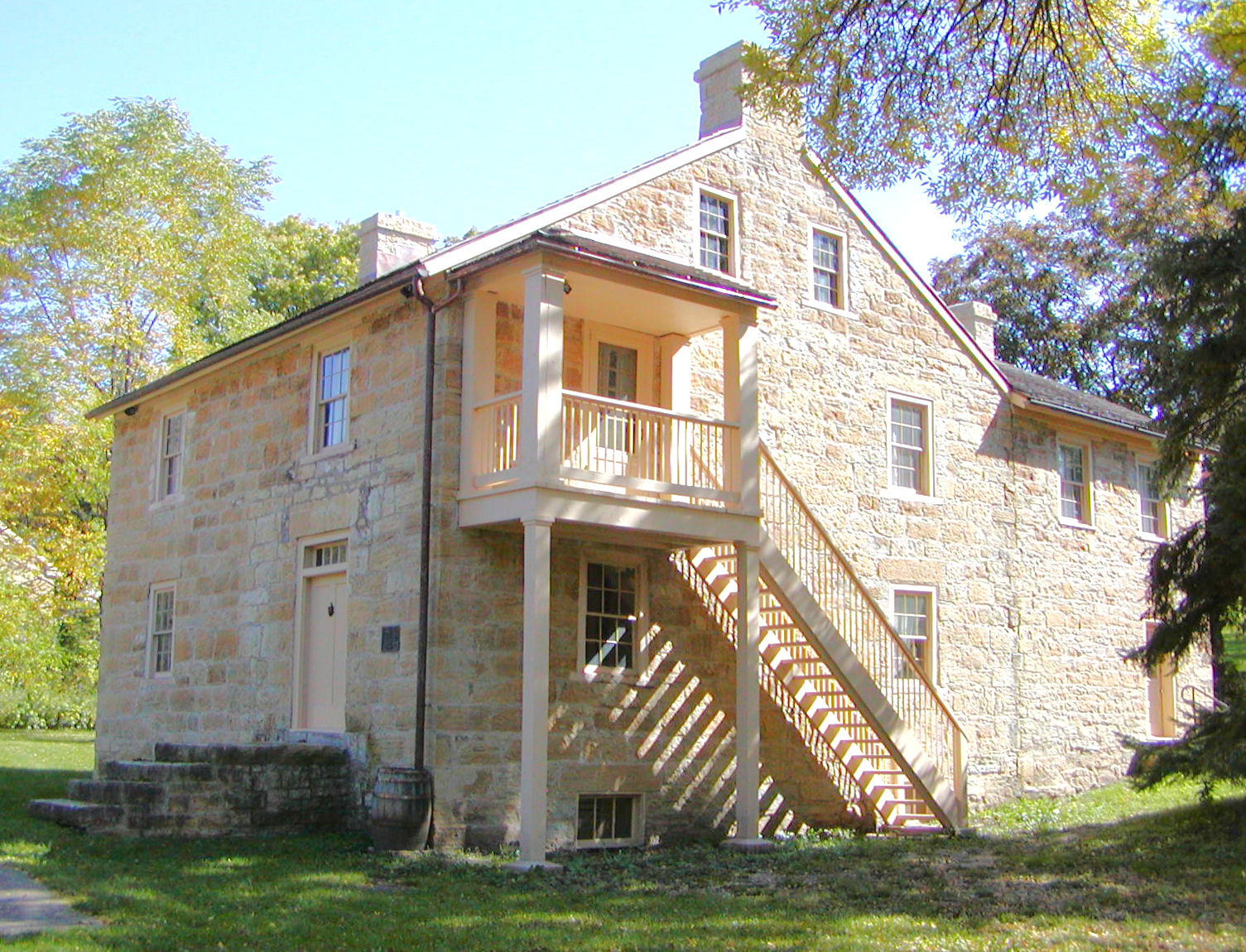
ヘンリー・ヘイスティングス・シブリーの家

ヘンリー・ヘイスティングス・シブリーが1838年にミネソタ準州では最初の石造りの家をメンドータに建て、また1825年から1853年までそこで動物の生皮を購入したアメリカ毛皮会社によって使われる石灰岩製の建物も建てた。ミネソタにおいて初期経済の発展をみた他の分野は製材業であった。伐採者はホワイトパインが特に貴重なことを見付けたが、この木は州の北東部やセントクロワ川渓谷に豊富にあった。鉄道が出来る前の製材業者は材木を市場に送り出すために川の舟運に頼ったが、これがミネソタの木材資源を魅力的なものにした。マリーン・オン・セトクロワやスティルウォーターのような町がセントクロワ川で運ばれる木材の重要な集積地となり、ウィノナにはミネソタ南部やミネソタ川沿いの木材が集められた。当時の製材業には規制が無く、また厳しい渇水が1894年に起こり、ヒンクリーの大火はパイン郡のヒンクリーやサンドストーンの町の480平方マイル (1250 km2)を焼き尽くし、400人以上の住民が死んだ。

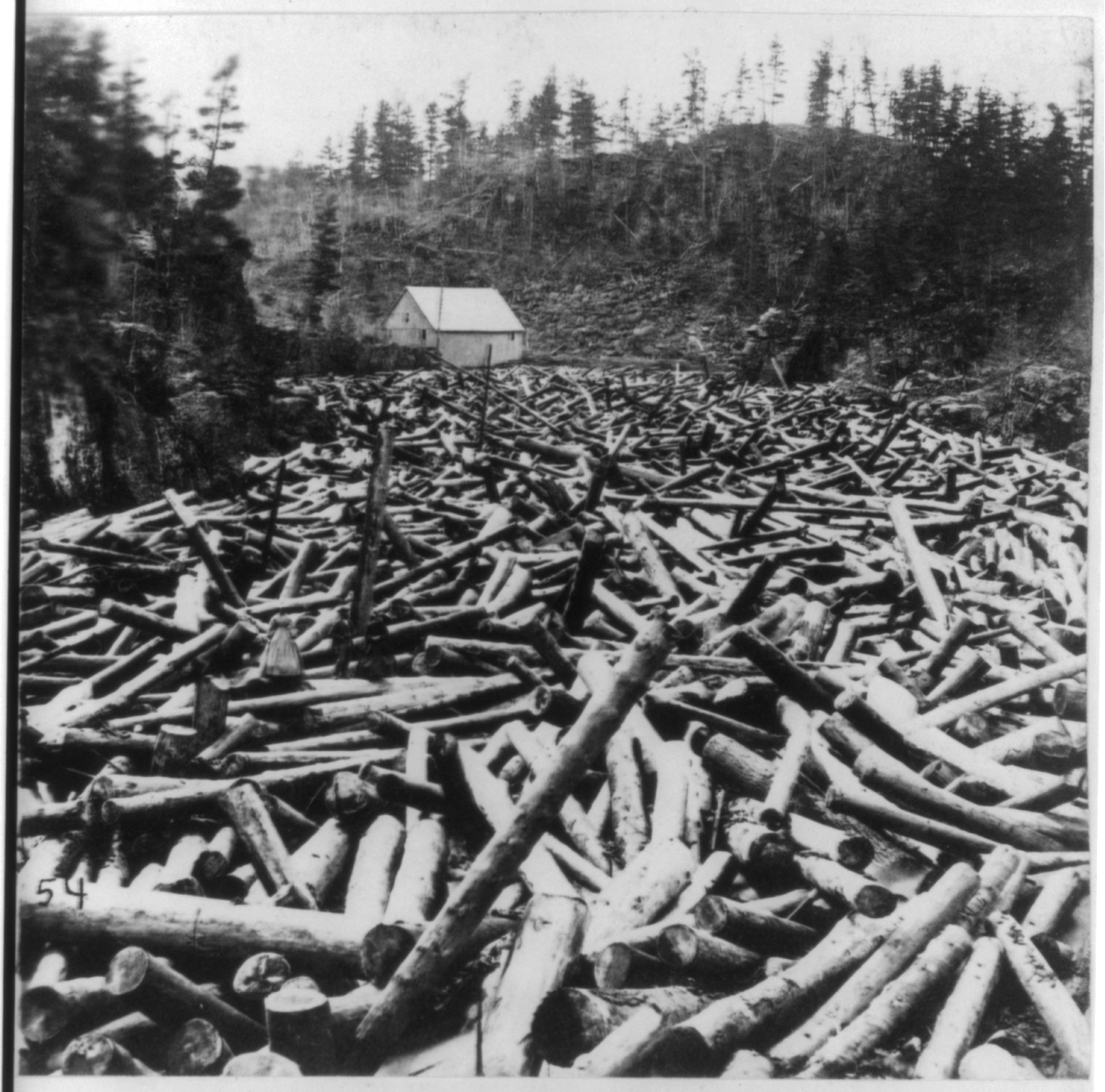
1860年代-1870年代頃の製材の様子

ミシシッピ川の東岸にあるセントアンソニーは後にミネアポリス市の一部となり、ラム川から供給される木材の重要な製材業の中心であった。1848年、事業家のフランクリン・スティールがセントアンソニーの滝の側に最初の私営製材所を建て、直ぐにさらに多くの製材所が続いた。セントアンソニーに今も建っている最古の家はアード・ゴッドフリーの家であり、1848年に建てられ、アードとハリエットのゴッドフリー夫妻が住んだ。ミネアポリス市の西岸で最初の家、ジョン・H・スティーブンスの家は何度か移し替えられ、最終的に1896年にミネアポリス市南部のミネハハ公園に建てられた。

### ミネソタ準州
アメリカ領土に関する上院委員会の議長であった民主党のスティーブン・ダグラスがミネソタ準州を承認する法案を起草した。ダグラスはミシシッピ渓谷上流の将来を思い描いており、この地域が隣接する領土によって切り分けられないように意欲を燃やした。1846年、ダグラスはアイオワ州がその北部境界内にスネリング砦やセントアンソニーの滝を取り込まないようにした。1847年、ウィスコンシン州を設立する者達がセントポール市やセントアンソニーの滝を含めないようにした。1849年3月3日、ミネソタ準州はアイオワ準州やウィスコンシン準州の残りの土地から設立された。ミネソタ準州は今日のノースダコタ州やサウスダコタ州のミズーリ川まで拡がっていた。ミネソタ準州として形成される州の形については論争があった。北緯46度線を北の境界とし、ミズーリ川を西の境界とする代案があったが、わずかの差で否決され、後にサウスダコタ州の東部半分となる地域と引き替えに州の北半分は諦めることになった。
ホイッグ党のアレクサンダー・ラムジーがミネソタ準州の初代知事となり、民主党のヘンリー・ヘイスティングス・シブリーが合衆国議会に対する準州代議員となって、セントポールとセントアンソニーの人口は脹れ上がった。1853年にシブリーと交替して準州代議員となったヘンリー・M・ライスはミネソタの利益を振興させるよう議会に働きかけた。セントポールとスペリオル湖を結び、セントポールとイリノイ・セントラル鉄道を繋ぐことになる鉄道の建設についてロビー活動を行った。

### 州への昇格
1856年12月、ライスは2つの法案を議会に提出した。ミネソタが州憲法を作ることを認める権限付与法と、鉄道用地を付与される法であった。ライスの権限付与法はプレーリーと森林の両方を含む州を定義していた。州の境界は南はアイオワ州、東はウィスコンシン州、北はカナダであり、西は北のレッド川とボワ・ド・シュー川、トラバース湖、ビッグストーン湖とし、その線を南にアイオワ州境まで引いたものであった。ライスはミネソタの人口成長を元にこの案を作った。
当時、アメリカ合衆国の北部と南部の間で緊張感が強くなっており、一連の紛争が結局南北戦争に繋がった。合衆国議会の下院ではほとんど議論が無かったが、ダグラスが法案を上院に持ち込んだとき、議論の嵐となった。北部の者達は自由州の側に付く上院議員を2人増やすチャンスだとみなし、南部の者達は力が失われると確信した。多くの上院議員は人口がまだ希薄であり、州にするには早すぎると丁寧な議論をした。特にケンタッキー州選出の上院議員ジョン・バートン・トンプソンは、新しく州を作れば、道路、運河、砦および灯台などで政府に多くの費用を強いることになると主張した。トンプソンと他の21人の上院議員が州昇格に対して反対票を投じたが、1857年2月26日に権限付与法が成立した。
権限付与法が成立した後で、準州議会は州憲法を起草する困難な時代を過ごした。憲法制定会議は1857年7月に招集されたが、共和党と民主党で大きく2つに分裂していた。実際にそれぞれが独自の憲法制定会議を開き、異なる2つの憲法が起草された。結局は2つの集団が協議委員会を形成し、共通の憲法を書き上げた。しかし、分裂状態は続いた。例えば共和党員は民主党員が署名を終えた文書には署名を拒んだ、などであった。憲法の写し1部は白い紙に書かれて共和党員のみが署名した。一方もう1部は青味がかった紙に書かれ民主党員によって署名された。これらの写しは1857年8月29日に署名された。住民投票が1857年10月13日に行われ、住民は憲法を承認するかあるいは不承認かを投票した。30,055票が承認し、反対は571票だった。
州憲法は合衆国議会の批准を求めて1857年12月に送られた。承認手続は、議会がカンザス・ネブラスカ法から起こった問題を議論していたので数ヶ月間引き延ばされた。南部の者達は次の州が奴隷制を擁護する側であるべきと主張していたので、カンザス州が奴隷制を擁護するルコンプトン憲法を提出したときに、ミネソタの州昇格法案は遅らされた。その後で、北部の者達はミネソタの民主党代議員がカンザス州における奴隷制を支持することを恐れた。最終的にカンザス問題が落着し、合衆国議会がミネソタの合衆国下院議員数を決めた後で、法案が通った。ヘンリー・M・ライスが定義した境界の中で、ミネソタ準州の東半分が1858年5月11日に合衆国第32番目の州となった。西半分は1861年3月2日にダコタ準州に組み入れられるまで組織の無い状態が続いた。

## 南北戦争時代と1862年のダコタ戦争
南北戦争が始まったときにミネソタ州は新しい州であったが、北軍に最初に軍隊を派遣した州であり、約22,000人のミネソタ人が従軍した。ミネソタ州初代知事アレクサンダー・ラムジーは、南北戦争が始まった1861年4月13日にはワシントンD.C.に居た。ラムゼイはセントポールに電報を送り、副知事のイグナティウス・L・ドネリー（共和党）に志願兵を募るよう督促した。第1ミネソタ志願歩兵連隊はゲティスバーグの戦いで特に重要な働きをした。
これと同時に、州内では1862年のダコタ戦争が勃発してもう一つの危機に直面した。ダコタ族はその獲物の生息域を失ったために。合衆国政府からの金が無ければ飢えてしまうと心配していたので、1851年のタラバース・デ・スー条約とメンドータ条約に署名していた。かれらには元々ミネソタ川の北岸と南岸に幅10マイル (16 km)の帯状の土地を与えられていたが、後に北側半分を売却するように迫られた。1862年、不作によってダコタ族は食糧危機に陥り、政府の援助金が遅れた。食料を探していた4人の若いダコタ族がアクトンの近くで白人開拓者の一家を撃った後で、ダコタ族の指導者は開拓者達を追い出すために攻撃の継続を決めた。数日間の間に、ダコタ族はローワースー居留地、ニューアルムおよびハッチンソンを攻撃し、周辺の農場も襲って、少なくとも300ないし400人の白人開拓者と政府の雇員が殺された。これが開拓地にパニックを生じさせ、州兵と連邦軍による反撃が誘発され、ミネソタ川渓谷やレッド川渓谷まで攻撃の手が拡がった。それに続いて起こったリッジリー砦、バーチ・クーリー、アバークロンビーおよびウッド湖の戦いは6週間戦争とも言われ、戦争に参加した425人のインディアンの裁判で終わった。この中で、303人は有罪とされ死刑を宣告された。
聖公会の司祭ヘンリー・ベンジャミン・ホィップルはエイブラハム・リンカーン大統領に減刑を嘆願し、死刑を宣告された者のうち39名を除いた者達は懲役刑に減刑された。1862年12月26日、38名の者が絞首刑となり、合衆国でも最大の大量処刑となった。非戦闘員を含む残りのダコタ族インディアンの多くは、1862年から1863年に掛けての冬をパイクアイランドの収容キャンプで拘束され、300名以上が病気で死んだ。生き残った者は後にクラウンクリーク保留地に追放され、さらに後にネブラスカ州ニオブララ近くの保留地に移動させられた。少数のダコタ族インディアンが1880年代に苦労してミネソタ州に戻り、グラナイトの滝近く、モートン、プライアー湖およびレッドウィングに地域社会を築いた。

## 経済と社会の発展

### 農業と鉄道の発展
南北戦争後、ミネソタ州はヨーロッパ人移民にとって農業用地としての入植に魅力的な地域となった。ミネソタ州の人口は1870年に439,000人であった。この数字が次の20年間に3倍になった。1862年のホームステッド法によって、この土地が安く肥沃だと見なす開拓者達による所有権請求が促進された。鉄道産業は、ノーザン・パシフィック鉄道とグレート・ノーザン鉄道によって牽引され、州内の多くの可能性を宣伝し、移民達にミネソタ州で定着するよう働きかけた。特にジェームズ・ジェローム・ヒルはセントポール・アンド・パシフィック鉄道を再組織化し、ミネアポリス＝セントポール地域からレッド川およびウィニペグまで延伸させる提唱者であった。ヒルはミネアポリス市の新しい旅行客の発着所建設にも貢献し、1883年に完工したストーンアーチ橋が目印となった。1880年代には、ノースダコタ州とモンタナ州を通す鉄道建設を続けた。1890年に、現在のBNSF鉄道と呼ばれる鉄道がシアトルまで西に山岳地を抜ける鉄道の建設を始めた。スペリオル湖ミシシッピ鉄道やミルウォーキー鉄道のような他の鉄道も州昇格してから間もないミネソタ州に重要な役割を果たした。後に、スー・ライン鉄道やミネアポリス・アンド・セント・ルイス鉄道などがミネアポリスの小麦粉など産物の販売を促進したが、これらは開拓者を惹き付けるほどではなかった。

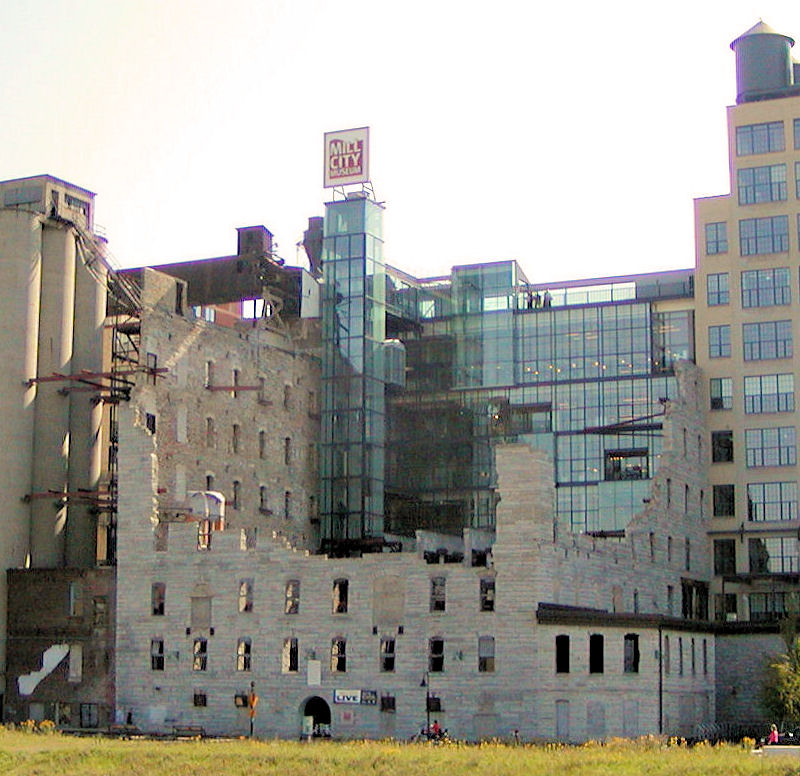
ウォッシュバーン"A"ミルの残骸は現在ミシシッピ川沿いの製粉博物館内にある

オリバー・ハドソン・ケリーは、合衆国農政局の他の数人の事務員と共に、農民共済組合の創設者の一人として農業で重要な役割を演じた。この動きは南北戦争の終戦に続く共同農業団体に関する興味から生まれ、エルクリバーとセントポールで地元の組合支部を作った。この組織が新しい農作法の教育のために働き、農夫にとって重要な事項について政府や世論に影響を与えた。この地域の関心事項の一つに鉄道会社による輸送料金や穀物倉庫料があった。ミネソタ州の農業社会で使える鉄道会社の間には競合関係がほとんどあるいは全く無かったので、鉄道会社は輸送量にあわせて料金を設定できた。1871年までに、この状況が加熱され、共和党も民主党も州内選挙でその候補者達が鉄道輸送料金を規制すると公約した。州は鉄道長官のポストを作り、輸送料金に上限を設けた。人民党のイグナティウス・L・ドネリーも農民共済組合の組織化を進める者として働いた。
ミシシッピ川にある滝の高さとしては随一のセントアンソニーの滝は、ミネアポリス市の発展に重要な役割を果たした。滝の水力は初めに製材所を動かすために使われたが、後には小麦粉の製粉場に使われた。1870年、ミネアポリス地域には少数の製粉場があるに過ぎなかったが、1900年までにミネアポリス市では国内生産量の14.1％を挽いていた。輸送手段、製粉技術および水力利用の進歩が組み合わさり、ミネアポリス市は製粉産業に君臨した。春まき小麦は春に種まきをし、晩夏に収穫されたが、製粉するときに特別な問題があった。これらの課題を解決するためにミネアポリスの製粉業者は新しい技術を使った。彼らは製粉工程の初期に小麦粉から殻を吹き飛ばすためにジェット空気を用いた装置、ミドリングズ・ピュリファイアを発明した。挽き臼に代わるものとしてローラーミルも使い始めた。一連のローラーが穀粒を徐々に小さく潰していき、グルテンをデンプン質に溶かした。これらの改良は「特許」小麦粉の生産に繋がり、「ベーカーズ」あるいは「クリア」小麦粉のほぼ2倍の価格となってもそれらを凌駕した。ピルスベリー会社とウォッシュバーン・クロスビー会社（ジェネラルミルズの前身）がミネアポリス市の製粉産業のリーダーとなった。製粉工程がもはや水力に頼らなくなったときにこの製粉業の指導力は衰えたが、製粉業界での支配力はミネアポリス市とミネソタ州の経済に大きく貢献し、地域に人と金を惹き付けた。

### 工業の発展

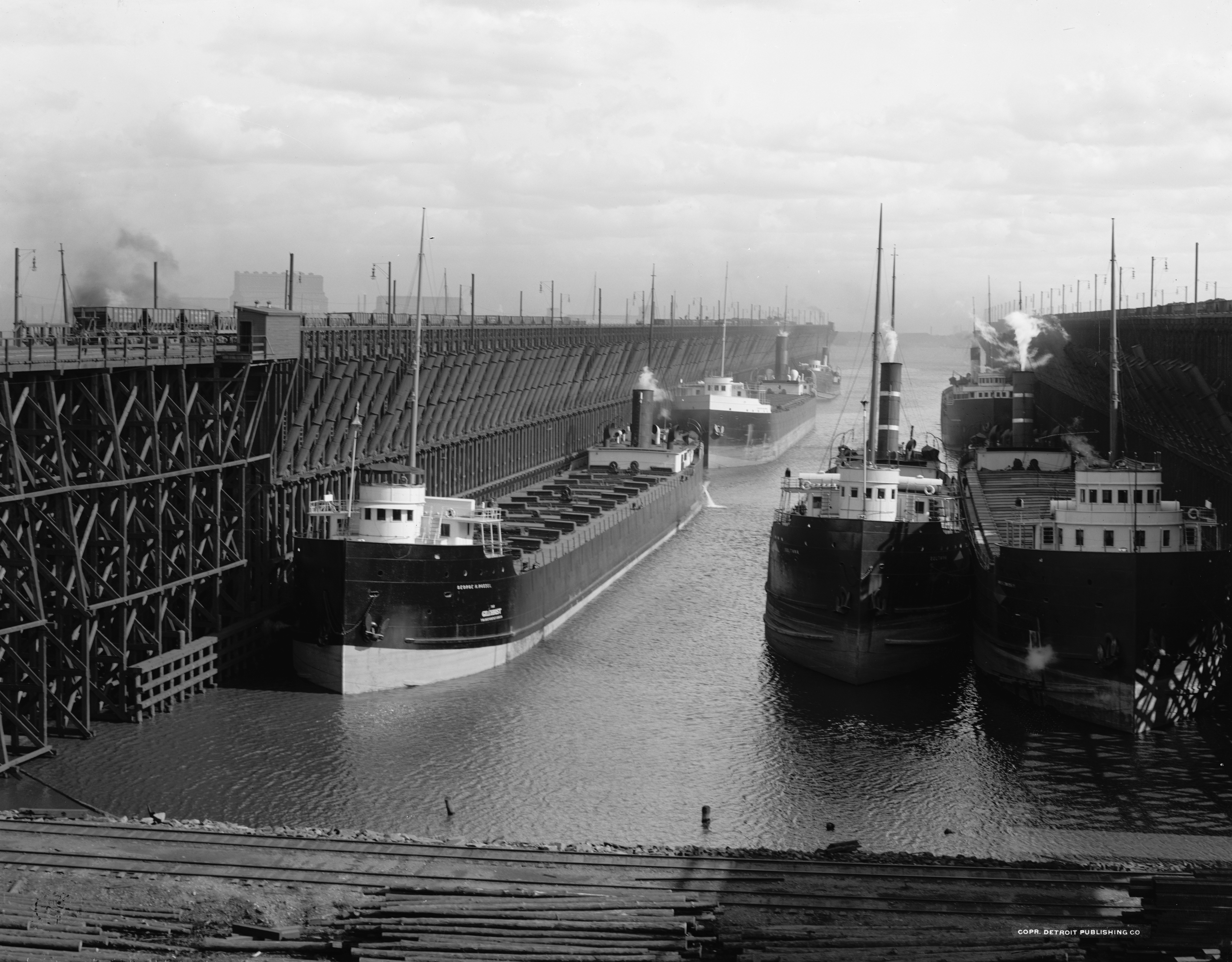
ダルース・メサビ鉄山鉄道の鉄鉱石船積みドックとバージ。1900年から1915年頃

19世紀末に幾つかの形態の産業発展がミネソタを変えた。1882年、水力発電所がセントアンソニーの滝に造られ、合衆国でも初期の水力発電の発展となった。1884年にミネソタ州北部のスーダン鉱山の開業で鉄鉱石の採掘が始まった。バーミリオン山脈は、シャルルマーニュ・タワーが資金手当てした探査隊によって調査され、地図化された。もう一つの鉱山町イーリーは1888年のチャンドラー鉱山の設立と共に始まった。その後間もなく、マウンテンアイアンの表土直ぐ下に鉄鉱石が発見されメサビ鉄山が設立された。メサビ・レンジはバーミリオン山脈よりも鉄鉱石の埋蔵量が多く、鉱物が表面近くにあるので容易に採掘できた。その結果メサビ・レンジでは露天掘り採鉱法が発展し、1904年までに111の鉱山が運営された。ミネソタ・マイニング&マニュファクチャリング会社は1902年にミネソタ州トゥーハーバーズに設立され、後にダルース、セントポール、そしてメイプルウッドに移転した。鉄鉱石を製鋼所に運ぶために、ダルース・メサビ鉄山鉄道がアイアンレンジからトゥーハーバーズやスペリオル湖のダルースまで敷かれた。これらの都市では大型の鉱石桟橋が使われて、五大湖を通って東方に運搬するために船積みされた。鉱業によってダルースは小さな町から大きな繁栄する都市に生まれ変わった。1904年、クロウウィング郡のカユナ山地で鉄鉱石が発見された。1904年から採鉱が終わった1984年の間に、1億600万トンの鉄鉱石が採掘された。カユナ山地からの鉄鉱石は相当量のマンガンを含んでおり、その価値を高めた。

### メイヨー・クリニック

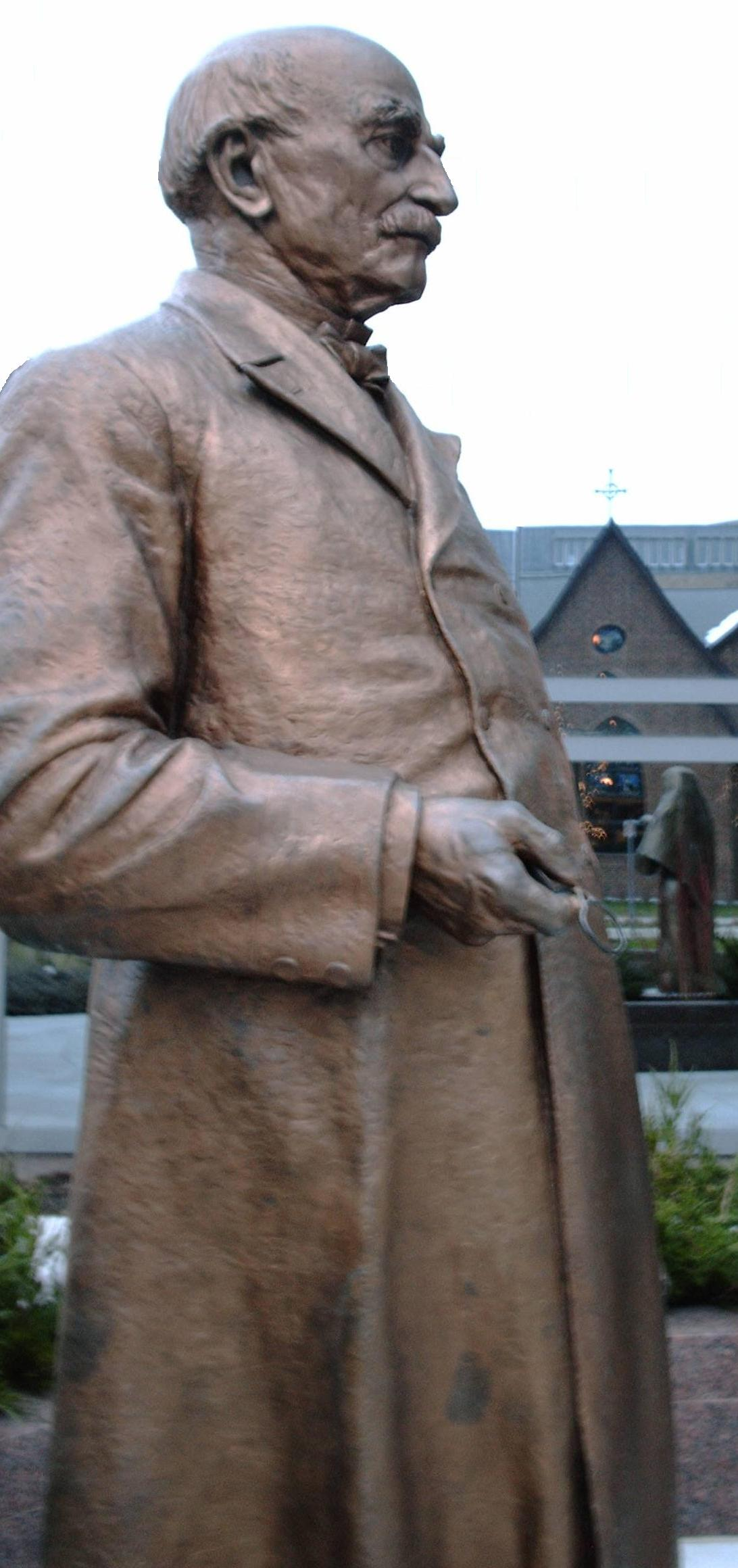
ロチェスターのメイヨー・クリニック近くにあるメイヨ博士の銅像

メイヨー・クリニックの創設者ウィリアム・ウォーラル・メイヨー博士はイギリスのサルフォードから1846年にアメリカ合衆国に渡った移民であり、1850年に医学博士になった。1864年、メイヨとその2人の息子、ウィリアム・ジェイムズ・メイヨー (1861-1939)とチャールズ・ホレイス・メイヨー (1865-1939)はロチェスターに転居した。1883年の夏、1883年ロチェスター竜巻と名付けられるF5級の竜巻が襲い、多くの死傷者を出した。メイヨー博士はセントフランシス修道会の修道女と共に生存者の治療にあたった。この災害の後で、マザー・アルフレッド・モースとメイヨー博士達は病院の必要性を認識し、共同で27床のセントメアリーズ病院を建設し1889年に開院した。今日、この病院は1,157床を擁している。1901年ヘンリー・スタンリー・プラマー博士がメイヨー兄弟の医療に加わった。プラマーは集団診療の仕組みの多くを開発し、これが今日の医療や他の分野で世界の標準になった。例えば単一診療録と電話相互接続システムである。

### 都市化と政府
工業化の結果として人口が都市部により集中するようになった。1900年までに、ツインシティーズは、ミネアポリス穀物取引所とミネアポリス市に連邦準備銀行第9区が設立されたことで、商業中心になってきた。鉄道、製粉業および製剤業で金をつかんだ実業家の多くがツインシティーズに住んでおり、金ぴか時代を演出した。彼らはミネアポリス交響楽団（現在はミネソタ管弦楽団）のような文化施設に寄付を始めた。ミネアポリス市の公園は、セオドア・ワースの指導により有名になり、新しいミネソタ州会議事堂やセントポール大寺院はセントポールに対する注目を引き寄せている。
政府の役割も20世紀初期に大きくなった。田園地帯では大半の人々が隣人や他の個人的な知り合いから食料や工業製品を手に入れた。工業と商業が成長し、食料、素材および薬品のような商品はもはや隣人ではなく、大企業によって作られた。これに反応した市民は政府に対して、消費者の保護、製品の検査および公共事業の規制を要求した。自動車の発展は道路の開発と交通法の強制の要求に拍車を掛けた。州は1920年に州内70本の憲法に定めるルートを決めたバブコック修正条項を通し。基幹道路システムの整備を公式に開始した。金融や保険についても新しい規制が必要となった。工場や鉱山労働者の安全について関心が増し、労働災害補償の仕組みが作られた。政府はかなり複雑なものになっていたので、市民は政治への関与を強く要求し、政治に関してより行動的になった。

### 世界恐慌
公益事業会社のオーナーであるウィルバー・フォーシェイが、1929年のウォールストリート恐慌の直前にフォーシェイ・タワーを建てた。この建物は当時のミネソタ州で最も高い建物であり、1973年にIDSタワーが越えるまでその地位を保った。このタワーは当時の富の象徴となったが、株式市場が崩壊したときに、フォーシェイはその財産を失った。
世界恐慌はアイアン・レンジでのレイオフや、1931年から1936年に掛けてのグレートプレーンズにおける干魃もあって、ミネソタ州に幾つかの影響を及ぼした。恐慌の原因の一つはアメリカ合衆国の事業が1920年代に、製品の標準化や無駄の排除によって効率を追求したことであった。事業のオーナーは生産性を増すことによって利益の増大を図ったが、労働組合の弱さもあって従業員と利益を分け合うのではなく、また製品価格を下げるという形で社会への還元も怠った。その代わりに棚ぼた式の利益が株式保有者に行った。その結果は、消費者が工場で生産している商品をもはや購えなくなるということになった。
1930年の知事選ではミネソタ労農党のフロイド・B・オルソンが知事に当選した。その1期目に、失業者に仕事を与えるために1,500万ドルを道路建設にあてる債券法案に署名した。また週48時間労働で最低賃金を1時間当たり45セントとする執行命令にも署名した。この動きは全国的な最低賃金を規定した1938年の公正労働基準法の先駆けとなった。恐慌が悪化していた1932年までに、労農党はその綱領で州税としての所得税、全国チェーンの店舗（例えばJ.C.ペニーやシアーズ・ローバック）に対する累進課税、低利の農民貸付、および州の失業保険計画を提案した。1933年の議会は進歩的なものとなり、抵当権差押えに関する支払い猶予、農夫や家屋所有者に対する固定資産税の減税、所得税、チェーン店税、酒場の改革、児童労働に関する修正条項の批准、州の高齢者年金制度、および後に境界水域カヌー自然保護区域となる地域の保存に向けた手順を含む、包括的不況対策が議論された。
一方、以前は温和しかった労働組合がむしろ力をもって自己主張を始めた。1934年のミネアポリス・トラック運転手組合のストライキは、組合があらゆるトラック運転手のために代弁する権利を要求することで、面倒なものになった。このストライキや全国の類似した行動の結果として、合衆国議会は1935年に全国労働関係法を通した。資源保存市民部隊や公共事業促進局のような政府のプログラムがミネソタ州が特に必要とする事業計画をもたらした。合衆国議会は1934年にインディアン再組織化法を成立させ、ミネソタ州にいるオジブワ族やダコタ族に自分達の事柄に関する自治権を拡大した。

## 現代のミネソタ州

### 芸術と文化
ミネアポリス美術館は1883年に設立された。現在の新古典様式の建物は1915年に開館され、1974年には丹下健三によって、また2006年にはマイケル・グレイヴスによって増設された。
ミネソタ管弦楽団の歴史は、ミネアポリス交響楽団として設立された1903年に遡る。1968年に現在の名前に変えられ、1974年にミネアポリス市中心街の独自のオーケストラ・ホールに移動した。このホールは、煉瓦、ガラスおよび鉄骨を外装材に使い近代的な様相をしており、伝統的なコンサートホール旧世界的な外観とは対照的である。内装は100個以上の大きな立方体を用いて音を屈折させ、素晴らしい音響効果を出せる。後にセントポール室内管弦楽団がツインシティーズでは2番目の常設プロ楽団となった。
ウォーカー・アート・センターは、アメリカ合衆国中西部の高緯度地方では初めての公的な画廊として1927年に開設された。1940年代、ギルバート・ウォーカー夫人からの寄付でパブロ・ピカソ、ヘンリー・ムーア、アルベルト・ジャコメッティなどの作品を入手することが可能になり、展示内容は現代芸術にシフトした。1960年代の巡回展示もあって、現代芸術重点の方針を継続している。
1963年に開館したガスリー劇場は、ブロードウェイのような商業的束縛の無い地域の劇場を作りたいと考えたタイロン・ガスリー卿の発案であった。ブロードウェイのような高価な設備で興行することは、企画が即座に成功し高収入を挙げなければならないことを意味していた。このことは革新的で実験的な企画を阻害し、重要な文学作品の上演を難しくしていた。この考え方は1959年にニューヨーク・タイムズの演劇欄の記事でまず流布され、ミネアポリス市とセントポール市地域の市民が熱心にこの考えを支持した。この劇場は住民のための非営利劇場の原形として機能している。

### 第二次世界大戦中のミネソタ州

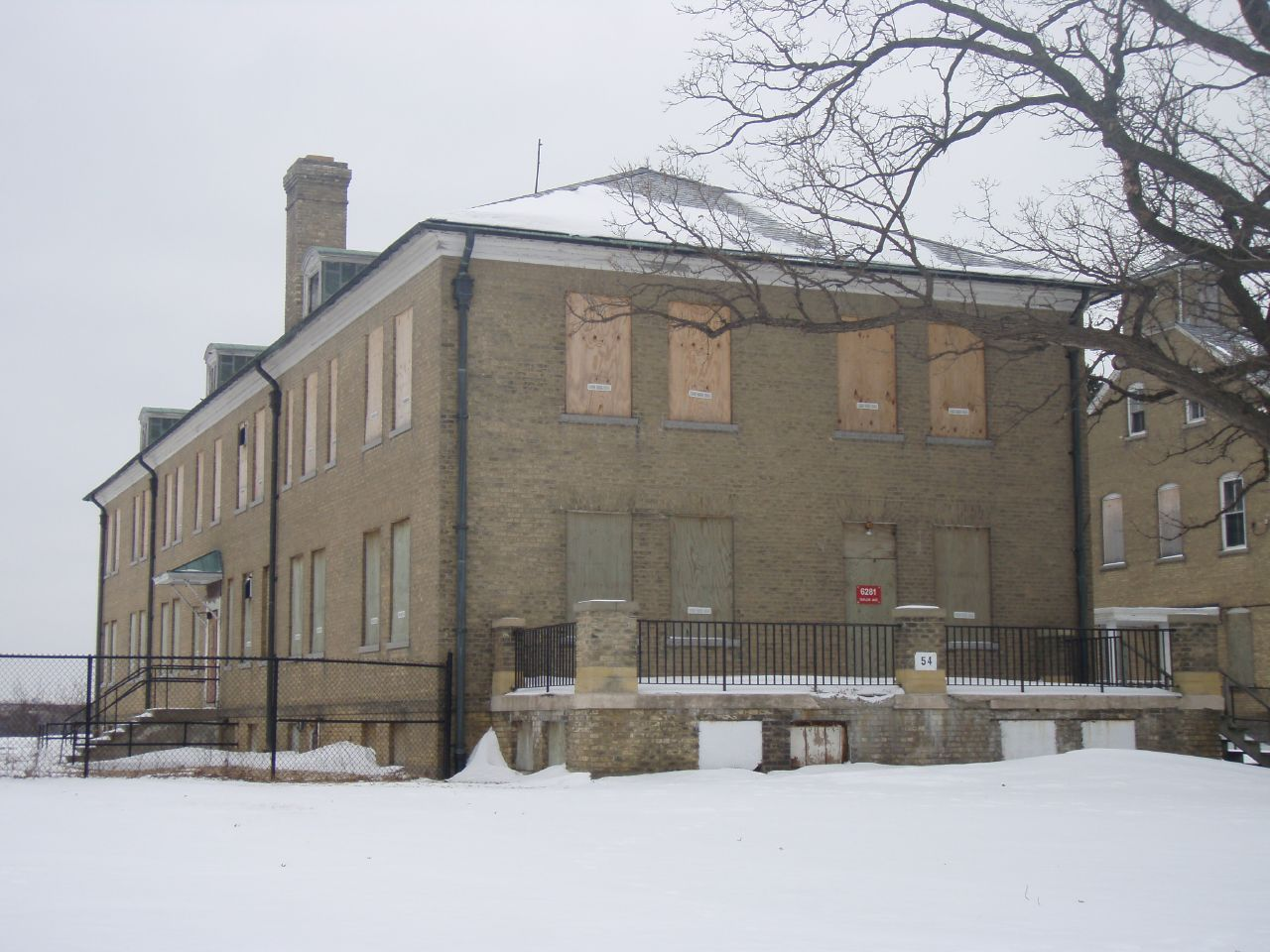
スネリング砦が1946年に閉鎖された後は、砦の400もある構造物が荒廃されるに任されていた

ミネソタ州は合衆国の他の州と同様に、戦時の生産やその他の分野で第二次世界大戦の遂行に貢献を果たした。アメリカ海軍は、穀物輸送に使われる船や艀の建造に成功している様子を視察した後で、カーギル社と造船の契約をした。カーギルはミネソタ川南岸のサベイジに造船設備を造り、4年間に18隻の給油船と4隻の曳航船を建造した。戦後、カーギルの設備は主要穀物船積み場となった。ハネウェルは航空機の制御システムと潜水艦の潜望鏡を作り、また対空砲の近接信管を開発した。合衆国政府は軍需品の生産のためにツインシティーズ兵器工場を建設した。この工場では1941年に8,500人が働き、戦争中は男性労働者が不足していたので、労働者の半数以上は女性であった。ルーズベルト大統領が防衛産業における人種差別を禁止する執行命令を発したので、1,000人近いアフリカ系アメリカ人もこの工場で働いた。戦時の労働力不足のために先住民族も労働の機会が得られた。
戦時中のサベイジにはキャンプ・サベイジが置かれ、日系アメリカ人兵士の外国語能力を改善し、軍事情報収集の訓練を行う施設となった。この施設は当初サンフランシスコに設立されたが、真珠湾攻撃の後でミネソタに移された。最終的にサベイジでの収容能力を超えスネリング砦に移された。スネリング砦自体は、徴兵制度法が1940年に成立した後で、新兵の受入センターとして主要な役割を果たしていた。新兵は健康診断を受け、特殊任務への適合性を診断するために軍用一般資格試験を受けた。最も知的な新兵として、スネリング砦を通過したミネソタ人の約37％は陸軍航空隊に配属された。新兵には制服が支給され、砦から他の訓練センターに送られた。第二次世界大戦中に30万人以上の新兵がスネリング砦を通過した。

### 現代の経済

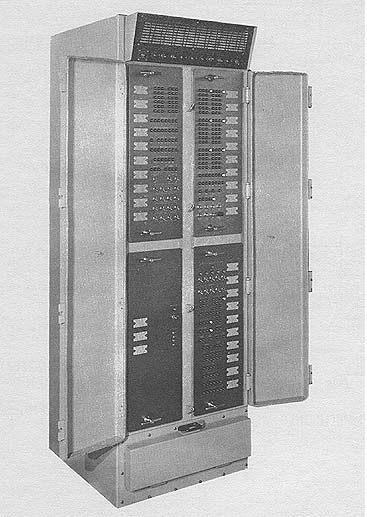
UNIVAC 1218コンピュータ。1960年代初期

第二次世界大戦後、農業は個人の職業から主要産業に変わった。豚、牛肥育場の自動化、酪農家の機械搾り、および大型の建物での養鶏など、技術の進歩で農業の生産性が上がった。農耕についてもトウモロコシや小麦の交配種、施肥、およびトラクターやコンバインが標準となったように機械化で専門化された。ミネソタ大学教授ノーマン・ボーローグは緑の革命の一環としてこの知識に貢献した。ミネソタ渓谷缶詰会社のような大規模缶詰工場がミネソタの生産的農場から食料を全国に送り出した。
戦後は郊外の開発が進み、新しい住宅需要で加速された。1957年、議会はツインシティーズ地域の計画委員会を創設した。これが1967年にメトロポリタン委員会となった。ミネソタは戦後、技術の中心にもなった。工学研究会が1946年に結成され、アメリカ海軍のためにコンピュータを開発した。これが後にレミントン・ランドとなり、さらに後にスペリー・ランドとなった。ウィリアム・ノリスが1957年にスペリーを離れ、コントロール・データ・コーポレーションを作った。クレイ・リサーチは、シーモア・クレイがコントロール・データを離れて自分で会社を起こしたものである。医療機器製造のメドトロニックも1949年にツインシティーズで創建された。
ミネアポリス・セントポール国際空港の主要な航空会社ノースウエスト航空は1926年に創られ、ツインシティーズからシカゴへ郵便を運んだ。ノースウエスト航空は現在イーガンに本社を置いている。

### 戦後の政治

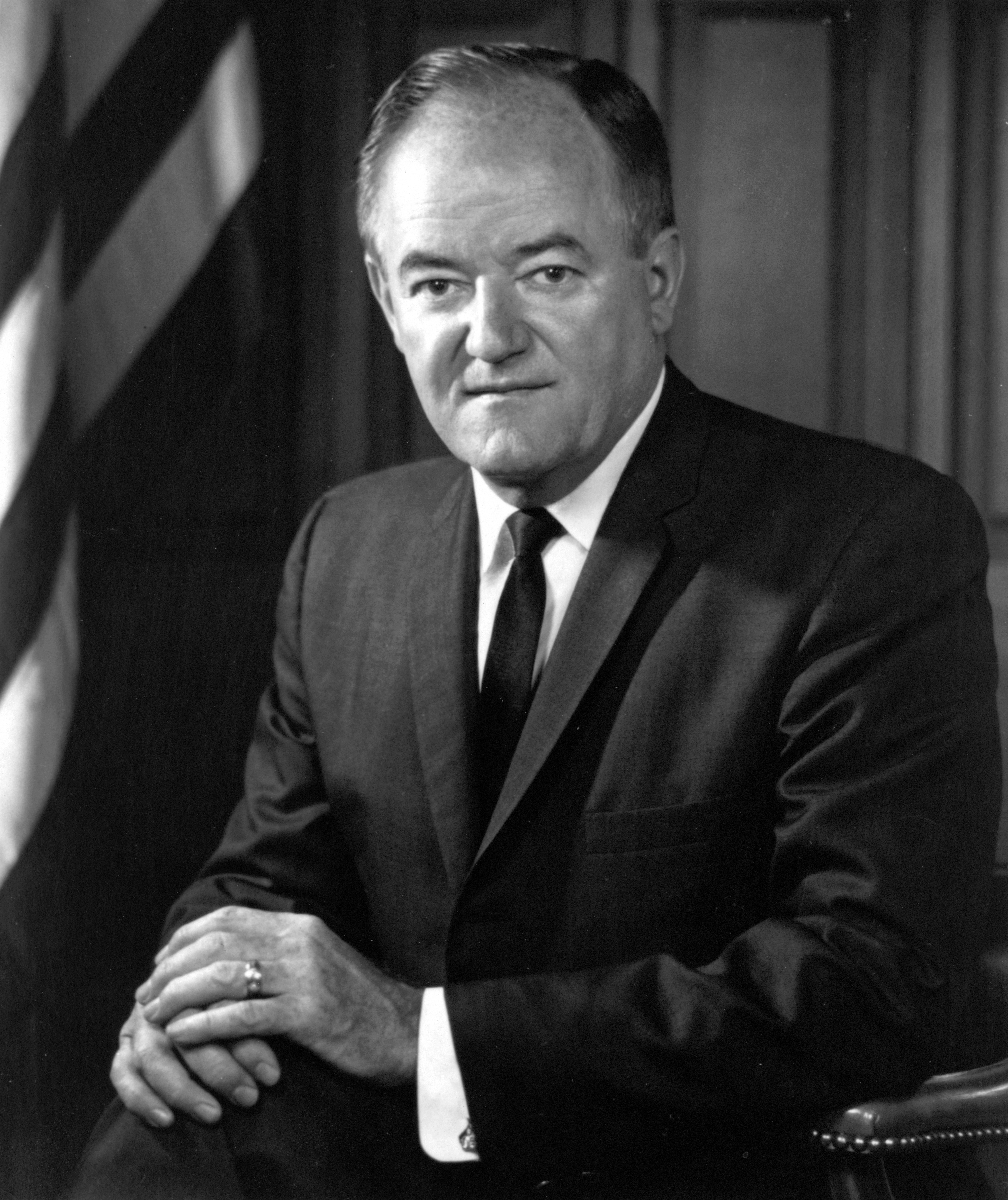
ヒューバート・ハンフリー

ヒューバート・ハンフリーは全国的に有名な政治家となったミネソタ人である。ハンフリーはまず1943年のミネアポリス市長選に出馬したが、数千票差で共和党の候補者に敗れた。民主党員として、その政治的な成功の最良の機会はミネソタ労農党の支持を掴むことだと考えた。フランクリン・ルーズベルトにも奨励されたように、労農党の他の党員も同じことを考えていたが、ハンフリーがワシントンD.C.に行ってこの問題を論じた後で合併が初めて現実のものとなった。20万人の支持母体がある労農党を単純に吸収するよりも、ミネソタ民主農民労働党の結党を提案した。1945年にはミネアポリス市長に選ばれ、その最初の行動の一つは従業員による人種差別に罰金を科する条例の提案だった。この条例は1947年に採択され、罰金はほとんど取られることがなかったが、市中の銀行や百貨店は雇用する黒人の数を増やすことで宣伝になることを認識した。ハンフリーは1948年の民主党全国大会で熱烈な演説を行い、民主党がその綱領に公民権政策を載せるよう勧めた。1948年にはアメリカ合衆国上院議員に選ばれ、1954年と1960年にも再選された。
1960年代初期、マーティン・ルーサー・キング・ジュニア等黒人指導者が組織して行われたシットインや行進によって、公民権の話題が国の最高の問題になった。1963年、ジョン・F・ケネディ大統領は、ハンフリーが15年も前に上院に提出した考え方に多くを負った公民権法案を議会に提出した。この法案は1964年早くに下院で可決されたが、上院では南部の差別主義者が75日間も議事進行を妨害したために、その成立は困難を極めた。最終的に1964年6月、公民権法が成立した。ハンフリーはこれを自分の偉大な成果だと言った。1964年アメリカ合衆国大統領選挙ではリンドン・ジョンソンがハンフリーをその副大統領候補に指名し、ハンフリーは副大統領に当選した。ミネソタ州知事カール・ロルバーグ（ミネソタ民主農民労働党）は、ハンフリーの抜けた上院の議席にウォルター・モンデールを指名した。ハンフリーは1965年の北ベトナム空爆に疑問を表明し、これが原因でジョンソン大統領とは疎遠になった。ハンフリーは後にベトナム戦争におけるジョンソンの行動を弁護し、1967年頃に戦争反対を唱え始めた進歩派とは疎遠になった。1968年アメリカ合衆国大統領選挙では、ハンフリーがリチャード・ニクソンとアメリカ独立党候補者ジョージ・ウォレスに対抗して出馬し、一般選挙でわずか0.7％差で敗れた。ハンフリーは、ユージーン・マッカーシーが離職した1971年に上院議員に復帰した。
ユージーン・マッカーシー（ミネソタ民主農民労働党）は、1949年から1959年までアメリカ合衆国下院議員を務め、1959年から1971年は上院議員を務めた。強い信念と品位を保つ知識人としての評判があった。1967年、マッカーシーは民主党の大統領候補指名争いでジョンソンに挑戦し、ジョンソンの政策に対抗して反戦の綱領で出馬した。ニューハンプシャー州におけるマッカーシーの強い支持があり、ジョンソンが指名争いから去る主要原因になった。
民主党のウォルター・モンデールもジミー・カーター大統領の下で副大統領を務め全国的な知名度を得た。モンデールは1964年に指名された時から1977年に副大統領になった時まで上院議員を務めた。1984年アメリカ合衆国大統領選挙では、ジェラルディン・フェラーロを副大統領候補として大統領選に出馬した。その結果は人気のある現職大統領ロナルド・レーガンの地滑り的勝利に終わった。2002年、選挙日の11日前に現職上院議員のポール・ウェルストーンが飛行機事故で亡くなり、モンデールは民主党の上院議員候補として出馬した。しかし、共和党のノーム・コールマンに対して2％差で敗れた。
1970年、ウェンデル・アンダーソン（ミネソタ民主農民労働党）が、ミネソタ州知事に選ばれた。アンダーソンは2年間分裂したミネソタ州議会で、公的教育予算の財源を地方固定資産税から州売上税に移し、酒類とタバコに物品税を付加するという、税と教育予算の改革を組み合わせた案の法制化のために働いた。これを成案させたことは「ミネソタ・ミラクル」と呼ばれ、大きな評判を呼んだ。次の数年間、議会は平等権修正条項の批准、厳しい環境法、労働者の災害補償と失業手当給付金の増加、低収入労働者に対する所得税の免除など「新リベラリズム」の法案を成立させた。雑誌の『タイム』はアンダーソンとミネソタ州を『ミネソタ州：機能する州』という題の記事で取り上げた。1976年、モンデールが上院議員を辞任してジミー・カーターの伴奏候補者となったとき、アンダーソンは知事の職を辞任して、副知事のルディ・パーピッチ（ミネソタ民主農民労働党）に渡したので、パーピッチは直ぐにモンデールの後の上院議員にアンダーソンを指名した。1978年の選挙で有権者はアンダーソンとパーピッチを選ばなかったので、この選挙は「ミネソタの虐殺」と呼ばれた。パーピッチは1983年に再度知事に選ばれ、1991年まで務めた。
ポール・ウェルストーン（ミネソタ民主農民労働党）は、1990年の上院議員選挙で現職のルディ・ボシュウィッツ（共和党）を、この10年間では最大の番狂わせとなった選挙で破り、上院議員に選出された。1996年には、1990年の再現となった選挙でボシュウィッツを再度却けた。ウェルストーンは進歩的行動派として知られ、その著書『田舎の貧乏人がいかにして権力を得るか：草の根オーガナイザーの体験談』で、ベターライス郡のための組織集団との作業を記載し、また『リベラルの良識：温情ある議題の再生』でも証明されている。ウェルストーンは1998年の大統領候補になる道を探り、「民主党の中の民主的派閥を」代表すると言っていた。2002年10月25日、ミネソタ州エベレスの近くで起こった飛行機事故で、ウェルストーンは、その妻、娘、3人の運動員および2人のパイロットと共に死んだ。
1998年に州知事に選ばれたジェシー・ベンチュラは海軍特殊部隊、プロレスラー、俳優、ブルックリン・パーク市長、およびラジオとテレビのキャスターという多様な経歴を持っている。ベンチュラは1期のみで職を去った。ベンチュラが選ばれた事はミネソタ独立党に対する国際的な注目を集めた。